# Zostać miss 2
Zostać miss 2 – serial obyczajowy emitowany przez Telewizję Polsat od 6 kwietnia 2003 do 29 czerwca 2003 pokazujący dalszą część losu bohaterek pierwszej części – Zostać miss.
W drugiej części występuje także zwyciężczyni I edycji konkursu Miss Venus – Sandra Bonecka (Violetta Kołakowska; wcześniej I wicemiss, przejęła tytuł po Sylwii, która złamała regulamin) oraz Tekla (Agnieszka Włodarczyk), wyrzucona z pierwszej edycji konkursu ze względu na swą kleptomanię. II edycję konkursu wygrała Agnieszka Szewczak (Magdalena Górska), a pozostałe uczestniczki zostały wicemisskami.
Serial kręcony był w Zegrzynku, a zdjęcia trwały od lipca do października 2002.

## Bohaterowie
- Dorota Kamińska - Malwina Majewska, reżyserka miss „Venus”
- Wojciech Wysocki - Paweł Bojarewicz, reżyser miss „Desperado”
- Agnieszka Włodarczyk - Tekla Kaczmarek, uczestniczka konkursu
- Magdalena Górska - Agnieszka Szewczak, uczestniczka konkursu
- Joanna Kupińska - Paulina Skupińska, uczestniczka konkursu, dziewczyna Roberta
- Karolina Nowakowska - Magda „Komandoska”, uczestniczka konkursu
- Andrzej Hausner - Robert, konserwator, brat Zdzisia, chłopak Pauliny
- Michał Milowicz - Zdzisio, kierownik hotelu „Egoista”, brat Roberta
- Ewa Telega - Eliza, kierownik hotelu „Desperado”, partnerka Nowickiego
- Jerzy Bończak - Tadeusz Nowicki, partner Elizy
- Artur Dziurman - Bruno, właściciel hotelu i konkursu miss „Desperado”
- Jan Nowicki - Alfred Kleber, właściciel hotelu „Egoista” i konkursu miss „Venus„
- Agata Smoter - Izolda, uczestniczka konkursu
- Marta Żakowska - Doris, uczestniczka konkursu
- Nina Roguż - Pamela, uczestniczka
- Magdalena Czerwińska - Vanessa Kowalski, uczestniczka konkursu
- Magdalena Margulewicz - Barbie, uczestniczka konkursu
- Anna Żak - Ania  „Pirania”, uczestniczka konkursu, dziewczyna „Pawiana”
- Monika Domowicz -  Kasia „Drabina”, uczestniczka konkursu, dziewczyna Zdzisia
- Helena Sztyber - lesbijka Ewa, uczestniczka konkursu
- Marzena Trybała - Sara Kleber, była żona Alfreda
- Violetta Kołakowska - Sandra Bonecka, zwyciężczyni konkursu miss „Venus”, uczestniczka konkursu miss „Desperado”
- Arkadiusz Głogowski - gej Konrad, choreograf
- Renata Dancewicz - Daria Lewińska, fotograf
- Katarzyna Paskuda - Kaśka, uczestniczka konkursu miss „Desperado”
- Natalia Walarowska - Aśka, uczestniczka konkursu miss „Desperado”
- Emilia Gacka - Emilka, uczestniczka konkursu miss „Desperado”
- Magdalena Rembacz - komisarz Aldona Żylecińska „Żyleta”
- Andrzej Szopa - inspektor Kolaska
- Tomasz Sapryk - Andrzej Kilian, sponsor
- Beata Kawka - matka Agnieszki
- Dariusz Biskupski - ochroniarz Sary
- Ryszard Chlebuś - Rysio
- Paweł Szwed - notariusz Sary

Uczestniczki konkursu "Miss Desperado":
- Dorota Blangiewicz
- Mariola Blaszkowska
- Marela Kubis
- Monika Lewandowska
- Agnieszka Maksyjan
- Ida Parakiewicz
- Natalia Stolenwerk
- Anna Wilkoszewska

- Jacek Braciak - „Rambo”, chłopak „Komandoski”
- Maciej Gołębiowski - „Ken”, chłopak „Barbie”
- Krzysztof Szczerbiński - „Pawian”, chłopak „Piranii”
- Sylwia Juszczak - Jolka, konkurentka Agnieszki

## Odcinki
- 1 - Od poprzedniej edycji Miss Venus mija rok. Sandra - I wicemiss nie chce objąć korony Miss Venus po Sylwii, która ją straciła przyznając się, że ma dziecko. Kleber popada w kłopoty finansowe, nakład Egoisty wciąż spada. Bruno - właściciel konkursu Miss Desperado namawia go na sprzedaż pisma i praw do organizacji konkursu Miss Venus. Ten stanowczo odmawia. Bruno postanawia więc zorganizować drugą edycję konkursu Miss Desperado. Do jego reżyserii namawia Pawła Bojarewicza -reżysera poprzedniej edycji Miss Venus. Malwina również dostaje od Klebera propozycje wyreżyserowania drugiej edycji Miss Venus. Choreograf z powodu uczucia do Bojarewicza odmawia, ale gdy zastaje go w towarzystwie nagich kobiet przyjmuje propozycje. Do hotelu Egoista przyjeżdżają kandydatki na tytuł. Jest wśród nich Tekla, finalistka pierwszej edycji, która została usunięta z konkursu ze względu na swoją kleptomanię. Zapewnia jednak Malwinę, że już jest wyleczona. Inną finalistką jest Paulina, dziewczyna z zasadami. Wspólnikiem Malwiny i choreografem zostaje Konrad, a właścicielem hotelu Zdzisio, który w poprzedniej edycji gotował. Wieczorem Malwina telefonuje do Klebera. Bruno, aby pozbyć się rywala przeprowadza zamach. Ładunek zostaje ukryty w samochodzie.

- 2 - Po zamachu Kleber trafia do szpitala. Szybko pojawia się tam policja. Sprawę prowadzi komisarz Żyleta - finalistka poprzedniej edycji Miss Venus. Wszystkie tropy prowadzą do Bruna. Ten jednak oświadcza, że nie ma nic wspólnego z targnięciem na życie rywala. Gdy Kleber budzi się, widzi swoją byłą żonę Sarę. Proponuje ona byłemu mężowi pożyczkę. Agnieszka cierpi po rozstaniu ze swoim chłopakiem, Krzyśkiem. Paulina stara się ją pocieszyć. Przy okazji dowiaduje się, że dziewczyna wzięła udział w konkursie z polecenia matki. Dwunasta finalistka z USA Vanessa przylatuje na lotnisko. Nikt jednak tam na nią nie czeka. Do hotelu trafia taksówką. Zaczyna wmawiać dziewczynom, że grała w Słonecznym Patrolu i pokazuje zdjęcie z Pamelą Anderson. Do pokoju Barbie wdziera się straszliwy upiór. Bruno ma haka na Klebera w postaci szpiega w Miss Venus.

- 3 - Ze względu na Agnieszkę Paulina namawia Malwinę na wizytacje rodzin i znajomych. Reżyserka konkursu po dłuższym namyśle zgadza się. Kleber znika ze szpitala. Pojawiają się plotki, iż biznesmen jest już za granicą. Daje to dużą satysfakcje dla Bruna. Wynajmuje hotel przy jeziorze, dokładnie naprzeciwko Egoisty. Kierowniczką hotelu jest Eliza. Wkrótce pojawiają się kandydatki do tytułu Miss Desperado. Bojarewicz płynie do Egoisty. Namawia Malwinę, by do niego wróciła. Kobieta chce jednak w pełni pomóc Kleberowi. Niespodziewanie organizator konkursu pojawia się w Venus. Chce zamieszkać tu przez jakiś czas. Bruno urządza pokaz dla sponsorów. Kulminacyjnym momentem ma być odsłona korony dla zwyciężczyni Miss Desperado. Kosztowny antyk znika.

- 4 - Bruno po zaginięciu korony prezentuje nową wygraną. Zwyciężczyni otrzyma klucz do apartamentu w Warszawie. Zastanawia się, kto mógł dokonać kradzieży. Tekla nie wierzy Paulinie, że dziewczyna jest matematyczką. Prosi ją o pomoc w zadaniu, w którym celowo umieszcza błąd. Agnieszkę odwiedza jej matka. Dziewczyna jest niezadowolona, że Krzysiek nie przyjechał. W hotelu pojawia się sponsor od skór Kilian. Jest on jedynym sponsorem, gdyż reszta się wycofała. Malwina chce, aby odniósł jak najlepsze wrażenie. Nowicki wpada w oko Elizie. Opowiada jej o swojej pracy w Egoiście. Na terenie Desperado pojawia się Sandra Bonecka - I wicemiss Venus. Ma startować w konkursie Bruna. Podczas wieczornej dyskoteki Kilian zaczyna zaczepiać dziewczyny. Składa im nieprzyzwoite propozycje. Adorowana Komandoska zadaje mu cios. Tekla, która jest szpiegiem, z polecenia Bruna robi rysy na samochodzie Kiliana i próbuje go otruć. Wreszcie sponsor wycofuje się.

- 5 - Członkowie konkursu Desprado organizują konferencję prasową. Sandra składa oświadczenie, iż konkurs Klebera jest nieuczciwy. Bruno ma nadzieję, że biznesmen zrezygnuje z prowadzenia Miss Venus. Agnieszka jest coraz bardziej przygnębiona. Vanessa wyśmiewa ją. Paulina staje po stronie przyjaciółki i okazuje Vanessie niechęć. Agnieszka rezygnuje z udziału w konkursie. Paulina prosi Roberta, aby ją odnalazł. Budzi się między nimi uczucie. Na terenie Egoisty pojawia się dziwna postać, która obserwuje dziewczyny za pomocą lasera. Żyleta odwiedza Klebera. Widzi na jego ciele znacznik lasera. Niespodziewanie ratuje mu życie. Kleber musi jednak na jakiś czas opuścić konkurs. Okazuje się, że nie stoi za tym Bruno. Wieczorem ochroniarze zauważają, że na terenie Egoisty ktoś się kręci. Sprawczynią zamieszania jest reporterka. Dziewczyny podczas wieczornego ogniska zostają zaatakowane przez uczestniczki konkurencyjnego konkursu.

- 6 - Agnieszka spędza dużo czasu z Konradem. Nie wie jednak, czy przerodzi się to w trwałe uczucie. Do pokoju Agnieszki włamuje się zakapturzona postać, kradnie jej komórkę i niszczy ubrania. Malwina oskarża o kradzież telefonu Teklę i chcę usunąć ją ze zgrupowania. Agnieszka broni przyjaciółkę. Osobnik atakuje jednak znowu. Tym razem dolewa jej do kosmetyków kwas. Dziewczyna trafia do szpitala. Podstępów dokonała rywalka Agnieszki o serce Krzyśka, Jolka. Bruno przygotowuje się do ostatecznego pozbycia się konkurenta. Aby się dowiedzieć, Bojarewicz musi poczekać parę dni. Na zgrupowaniu pojawia się fotograf, który okazuje się być kobietą. Daria rozpoczyna pierwsze zdjęcia. Wśród dziewczyn pojawia się plotka, że konkurs zostanie odwołany. Komandoska chce zemścić się na uczestniczkach Desperado. Razem z dziewczynami opracowuje plan. Wieczorem skradają się do hotelu naprzeciwko. Konkurentki jednak wiedzą od Tekli o ich poczynaniach i biorą górę. Komandoska podejrzewa, że w ich konkursie jest szpieg.

- 7 - Zdzisio spotyka w kuchni Drabinę. To ona przygotowywała tajemnicze kanapki, które pojawiały się przez parę poprzednich dni. Spędzają razem noc. Rano Drabina, wychodząc od Zdzisia, spotyka Paulinę wychodzącą z pokoju Roberta. Vanessa wkrada się do pokoju Pauliny i grzebie jej w laptopie. Chce odnaleźć treści dotyczące Miss Venus. Gdy nic nie znajduje, chce zemścić się na rywalce. Podrzuca jej plan hotelu Desperado. Wszystkie dziewczyny oskarżają ją o szpiegostwo. Komandoska udowadnia, a że to nie Paulina jest szpiegiem. Planuje ostateczny pojedynek. Do hotelu przyjeżdża jej chłopak Rambo. Zakłada podsłuchy i przywozi dziewczynom potrzebne materiały. Nagrywa rozmowę Tekli i Bruna. W nocy wdzierają się do pokoi konkurentek.Kleber spotyka się z Sarą. Była żona chce odkupić od niego udziały w Venus. Daria namawia go, by podpisał umowę. Malwina jest temu przeciwna. Panie się droczą.

- 8 - Malwina pokazuje Kleberowi nagranie z komórki Tekli. Świadczy ono, iż dziewczyna jest szpiegiem. Po usunięciu jej z konkursu Malwina jeszcze raz próbuje namówić Klebera, żeby nie podpisywał umowy z Sarą. Rankiem Bruno widzi Teklę leżącą na trawniku przed hotelem Desperado. Przyjmuje ją do grupy swoich finalistek. Robert wstydzi się swoich podejrzeń o szpiegostwo Pauliny. Przy śniadaniu wręcza jej bukiet kwiatów. Dziewczyna odkrywa, że ktoś buszował w jej laptopie i go popsuł. Jej podejrzenia padają na Vanesse. Napada na nią na oczach wszystkich dziewczyn. Robert oferuje swą pomoc przy naprawieniu sprzętu. Daria podczas przerw między zdjęciami próbuje uwieść Klebera. Nie podoba się to Malwinie. Dziewczyny z Venus proponują finalistkom konkursu Desperado wspólną dyskotekę. Nowicki pod wpływem wielkiego uczucia do Elizy próbuje zerwać z alkoholem. Jego wysiłki nie przynoszą rezultatu. Podczas dyskoteki pojawia się Robert. Naprawił laptop, ale dowiedział się prawdy o Paulinie.

- 9 - Paulina wyznaje Robertowi, że naprawdę nie studiuje matematyki, lecz jest dziennikarką szukającą sensacji. Mężczyzna wybacza Paulinie kłamstwo. Do hotelu zakrada się pijany Nowicki z kanistrem benzyny. Podpala hotel Egoista. Sytuację w porę ratuje Robert. Nie udało mu się jednak zobaczyć sprawcy. Malwina oskarża o to Bojarewicza i każe jemu i dziewczynom z Desperado opuścić ich zgrupowanie. Kobieta natychmiast telefonuje do Klebera. Organizator konkursu Venus pojawia się w Egoiście. Mówi Malwinie, że ich kłopoty się skończyły gdyż, podpisał umowę z Sarą. Tymczasem ktoś zakrada się do jego samochodu. Przyjeżdża policja. Żyleta każe Kleberowi otworzyć bagażnik. W środku znajdują się skradzione niedawno obrazy. Biznesmen zostaje aresztowany. Daria go wyśmiewa. Malwina uderza ją w twarz. Fotograf natychmiast opuszcza konkurs. Na terenie Egoisty pojawia się Bruno z umową Klebera i Sary. Świadczy ona, iż Alfred przepisał na swoją byłą żonę 51% udziałów w konkursie Egoista. Malwinie nie udaje się udowodnić kłamstwa. Konkursy Venus i Desperado zostają połączone. Reżyserem zostaje Bojarewicz, Malwina odchodzi. Nie podobają mu się układy Konrada. Do finalistek wraca też Tekla. Okazuje się, że to Daria zadzwoniła anonimowo na policję i doniosła na Klebera. Nowicki pokazuje Elizie koronę Desperado, którą ukradł. Kierowniczka hotelu namawia go, aby oddał kosztowny antyk. Mężczyzna znów sięga do wódki.

- 10 - Vanessa korzystając z pomocy Piranii podrzuca swój paszport do pokoju Tekli, by móc oskarżyć ją o kradzież. Bojarewicz przeszukuje pokój Tekli i po znalezieniu paszportu każe jej natychmiast opuścić zgrupowanie. Upokorzona dziewczyna postanawia się zemścić. Nowicki wpada przed hotelem na Vanesse. Wydaje mu się, że ją skądś zna. Okazuje się, że grała ona w filmie pornograficznym, który jest w jego posiadaniu. Bruno składa Paulinie nieprzyzwoite propozycje. Robert staje w jej obronie i uderza go. Rozzłoszczony właściciel wyrzuca go z pracy. Malwina odwiedza Klebera w więzieniu. Mężczyzna prosi ją o odnalezienie oryginału umowy z Sarą, który został w Venus. Przy okazji wyznaje jej miłość. Zakochana choreograf jedzie do hotelu, jednak szuflada w jego pokoju okazuje się być pusta. Bruno uprzedził ją. Była żona Klebera niszczy prawdziwą umowę. Nowicki odsyła do hotelu Desperado koronę, którą ukradł, by odzyskać zaufanie Elizy. Tekla odwiedza Piranię i odurza ją środkiem usypiającym. Rano dziewczyna budzi się z obciętymi włosami.

- 11 - Bojarewicz ma pretensje do Konrada o brak postępów w przygotowaniu dziewczyn z Egoisty do finału. Po kolejnej awanturze wyrzuca go z pracy. Dziewczyny postawiają się zbuntować i odmawiają ćwiczeń z reżyserem. Doris wyznaje choreografowi miłość, lecz on już kogoś ma. Opuszczającego zgrupowanie Konrada żegna Agnieszka. Wydaje się, że dziewczyna jest w nim zakochana. Mówi mu o strajku i zapewnia o swoim uczuciu, ale mężczyzna wyznaje jej, że jest gejem i nie zostanie tutaj dłużej. Pirania, by uniknąć pośmiewiska ze strony dziewczyn goli sobie głowę do łysa. Zdenerwowany Bojarewicz i jej każe się wynosić. Dziewczyna obiecuje rewanż. Dzwoni do swojego znajomego. Malwina podejmuje kolejną próbę ratowania Alfreda i prosi o pomoc Żyletę. Nowicki nadal cierpi z powodu nieszczęśliwej miłości do Elizy. Niespodziewanie kobieta zjawia się w Venus i mówi mu, że jej na nim bardzo zależy i że wesprze go w walce z nałogiem. Dzięki tej rozmowie mężczyzna wreszcie podejmuje stanowczą decyzję. Bruno każe Pawłowi zmusić dziewczyny do pracy. Ten postanawia wykorzystać do tego celu Vanessę i szantażuje ją ujawnieniem kasety porno z jej udziałem.

- 12 - Malwina spotyka się z Robertem, który namawia ją, żeby wróciła do Egoisty. Będąc bliżej szajki, łatwiej dotrze do dowodów oszustwa. Szantażowana Vanessa podejmuje próbę złamania strajku dziewczyn. One jednak pozostają niewzruszone w swym postanowieniu. Malwina pojawia się w hotelu i informuje Pawła, że spróbuje dokończyć układy za Konrada. Reżyser jest zadowolony z powrotu dawnej ukochanej. Dziewczyny przystają na tę propozycję, jednak na próbie brakuje Drabiny. Bojarewicz nakrywa ją w łóżku ze Zdzisiem i wyrzuca z konkursu za złamanie regulaminu.Nowicki ostatecznie kończy z piciem. On i Eliza spędzają bardzo miły wieczór. Dziewczyny urządzają przykrą niespodziankę dla łamistrajka. Pirania z pomocą swojego chłopaka Pawiana dokonuje zemsty na Bojarewiczu. Wieczorem zakrada się do hotelu Desperado i wrzuca mu do wanny jadowitą rybkę. Reżyser z krzykiem i raną od ugryzienia w nogę wybiega z pokoju. Malwina próbuje dojść do porozumienia z Pauliną. Tymczasem Robert już wie jak pomóc Kleberowi i zdemaskować Sarę.

- 13 - Robert uważa, że prawdziwa umowa musi znajdować się w domu Sary. Z Pauliną i Malwiną postanawiają spróbować ją stamtąd wydostać. Do pomocy werbują Rambo - chłopaka Komandoski. Tadeusz opowiada Elizie o zamachu na Klebera i innych ciemnych interesach Bruna, o których wolałby zapomnieć. Eliza namawia go do złożenia zeznań na komendzie. Pod wpływem uczucia do kobiety postanawia to zrobić. Vanessa opowiada Pameli o swojej niefortunnej przygodzie z filmem porno. Okazuje się, że na początku nic nie wiedziała, że ją filmują i została nieszczęśliwie oszukana. Pamela jest gotowa wybaczyć koleżance jej ostatnie zachowanie. Nadchodzi ostatni dzień zgrupowania. Paweł i Malwina decydują, że ostatnią osobą, która opuści konkurs zostanie Agnieszka. Paulina wstawia się za nią i postanawia odejść z konkursu zamiast Agnieszki. Sara daje Brunowi kopertę z nazwiskiem dziewczyny, która ma wygrać. Wieczorem Paulina odciąga uwagę ochroniarza Sary, a Rambo i Robert wchodzą do willi. Udaje im się odnaleźć prawdziwą umowę i jeden ze skradzionych obrazów. Rozpoczyna się wielki finał. Dziewczyny z Venus i Desperado prezentują układy choreograficzne. Ostatecznego wyboru ma dokonać system tele voice. Na widowni zasiadają znane osobistości, wśród nich m.in. Eliza i Nowicki, który nie może powstrzymać emocji. Bruno zauważa przy sąsiednim stoliku Paulinę z Robertem. Wychodzi na jaw, że dziewczyna jest dziennikarką. Grozi, że jeśli ich wyrzuci opisze wszystko w następnym numerze. Przyszedł czas ogłoszenia wyników, na scenie pojawiają się Sara i Bruno. Eksżona Klebera ogłasza, że koronę otrzymuje Sandra Bonecka. Wtedy na scenie pojawia się sam Kleber w asyście komisarz Żylety. Policja aresztuje przestępców, a Alfred ogłasza oficjalnie, że konkurs i wydawnictwo wracają w jego ręce, a następnie dziękuje dziewczynom z Desperado za współpracę. Miss zostanie wybrana spośród dziewczyn z Venus. Nieoczekiwanie Bojarewicz znika. Nowicki również próbuje uciec, jednak zatrzymuje go Żyleta i chce, żeby mężczyzna dotrzymał warunków umowy. Zostanie świadkiem koronnym. Bruno jest pewny, że to Paweł go zdradził. Po zebraniu głosów publiczności Kleber i Malwina ogłaszają, ze Miss Venus zostaje Agnieszka, a pozostałe dziewczyny otrzymują tytuł wicemiss. Wspólnie cieszą się na scenie ze zwycięstwa.